# Femminilizzazione (biologia)
La femminilizzazione, in biologia e medicina, è lo sviluppo in un organismo vivente di caratteristiche fisiche e somatiche solitamente tipiche del sesso femminile. 
Questa può rappresentare una normale tappa del processo di sviluppo, contribuendo alla differenziazione sessuale. La femminilizzazione può anche essere indotta da fattori ambientali e questo fenomeno è stato osservato in diverse specie animali. Nel caso della terapia ormonale transgender, è intenzionalmente indotta artificialmente.

## Femminilizzazione patologica
Negli animali, quando la femminilizzazione avviene in un maschio, o in un'età evolutiva inappropriata, è spesso dovuta a un disturbo genetico o acquisito del sistema endocrino. Negli esseri umani, una delle manifestazioni più comuni della femminilizzazione anormale è la ginecomastia, lo sviluppo inappropriato del seno che può derivare da elevati livelli di ormoni femminilizzanti come gli estrogeni. La carenza o il blocco degli ormoni virilizzanti (come gli androgeni) può anche contribuire alla femminilizzazione. In alcuni casi, alti livelli di androgeni possono produrre effetti sia virilizzanti (aumento di produzione e crescita pellifera corporea, cambio di tonalità di voce, aumento di massa muscolare) ed effetti femminilizzanti (come la ginecomastia) a causa dell'eccesso di androgeni che possono essere convertiti in estrogeni dall'aromatasi nei tessuti periferici.